# Вагнер, Александр Евгеньевич
Алекса́ндр Евге́ньевич Ва́гнер (13 мая 1950 — 19 апреля 2016) — советский и российский скульптор, председатель правления Липецкой организации Союза художников России. Народный художник Российской Федерации (2006), заслуженный художник Российской Федерации (1996).

## Биография
А. Е. Вагнер родился в 1950 году в Тюмени, в семье художника, которая в 1959 году переехала в город Липецк. В 1976 году окончил Московский государственный художественный институт имени Сурикова. С 1975 года он начал участвовать на республиканских и всесоюзных выставках. В 1980 году Вагнер был принят в Союз художников СССР, в 1982 году стал лауреатом областной премии имени В. Скороходова, в 1983 — лауреатом Чешско-советского конкурса молодых художников. В 1988 году был удостоен диплома Академии художеств СССР за монументальную композицию «Интернационал». Художник успешно участвовал в Международном скульптурном симпозиуме по камню в Котбусе (Германия) со своей работой «Ника».
Скончался 19 апреля 2016 года.

## Основные работы
- памятник Петру I на площади Карла Маркса (ныне Петра Великого) (1996 год);
- монументальная композиция «Интернационал» в Верхнем парке;
- памятник основателям города на площади Плеханова.
- памятник И. А. Бунину в селе Озёрки;
- памятник А. М. Горькому;
- скульптуры «Ветвь славы», «Сыновья», «Мир» (в парке Победы);
- рельеф Н. А. Сысоеву;

## Семья
Племянник первого главного архитектора Липецка Александра Александровича Вагнера.